# Rüdiger Bahr
Rüdiger Bahr (n. 19 ianuarie 1939, Frankfurt (Oder), Germania Nazistă – d. 25 august 2023) a fost un actor, scenarist și regizor german.

## Viața și activitatea
Bahr a urmat studii de regie și de arta spectacolului la Universitatea de Muzică și Artele Spectacolului din Stuttgart. Și-a început cariera artistică activând ca actor pe scenele teatrelor din Regensburg, Hanovra și la Teatrul de Cameră din München. Între anii 1985 și 1997 a apărut pe scena Renaissance-Theater din Berlin, la Festivalul Luisenburg din Wunsiedel și la Teatrul Ernst Deutsch din Hamburg.
Vocea lui este cel mai bine cunoscută pentru dublarea în limba germană a lui Ed O’Neill în rolul Al Bundy din serialul în 11 sezoane Familia Bundy. L-a dublat pe O'Neill și în Polizeibericht Los Angeles și începând din 2012 în Modern Family. De asemenea, l-a mai dublat pe Ted Danson în rolul Sam Malone din sitcomul Cheers și în rolul Dr. John Becker din Becker. L-a dublat și pe William Shatner în Meine drei Schwestern und ich.

## Filmografie

### Actor
- Der Besuch im Karzer (film TV, 1961)
- Schweyk im zweiten Weltkrieg (film TV, 1961)
- Wovon die Menschen leben (film TV, 1965)
- Die süße Zeit mit Kalimagdora (1968)
- Der Kommissar (serial TV, un episod, 1969)
- Abseits (film TV, 1970)
- Der scharfe Heinrich – Die bumsfidelen Abenteuer einer jungen Ehe (1971)
- Nachricht aus Colebrook (film TV, 1971)
- Libussa (film TV, 1972)
- Privatdetektiv Frank Kross (serial TV, 1972)
- Der Andersonville-Prozess (film TV, 1972)
- Boney (serial TV, un episod, 1972)
- Libero (1973)
- Die Partner (serial TV, 1973)
- Mordkommission (serial TV, 1973)
- Okay S.I.R. (serial TV, un episod, 1974)
- Le Dessous du ciel (serial TV, 1974)
- Lockruf des Goldes (miniserial TV în 4 părți, 1975)
- Erdbeben in Chile (film TV, 1975)
- Der Privatsekretär (film TV, 1977)
- Jauche und Levkojen (serial TV, 1979)
- Nirgendwo ist Poenichen (serial TV, 1980)
- Der schwarze Bumerang  (miniserial TV, 1982) - scenarist
- Büro, Büro (serial TV, 2 episoade, 1983)
- Lauter Glückspilze (serial TV, 1986)
- Tatort: Tod auf Eis (serial TV, 1986)
- Tatort: Blindflug (serial TV, 1987)
- Gummibärchen küßt man nicht (1989)
- Nice Work (serial TV, 1989)
- Ein Schloß am Wörthersee (serial TV, un episod, 1993)
- Happy Holiday (serial TV, un episod, 1993)
- Der Weihnachtsmörder (film TV, 1997)

### Scenarist
- Mihail, cîine de circ (1979) - în colaborare cu Dumitru Carabăț